# Itsekiris
 (février 2018).
Si vous disposez d'ouvrages ou d'articles de référence ou si vous connaissez des sites web de qualité traitant du thème abordé ici, merci de compléter l'article en donnant les références utiles à sa vérifiabilité et en les liant à la section « Notes et références ».
Les Itsekiri (aussi appelés Isekiri, iJekri, Itsekri, Ishekiri ou Itsekhiri) sont un groupe ethnique de la région du Delta du Niger au Nigeria, dans l'État du Delta. 

## Population et démographie
Les Itsekiri comptent actuellement un peu moins d'un million de personnes (600 000 d'après l'encyclopédie Britannica) et vivent principalement dans les districts de Warri Sud, de Warri Nord et de Warri Sud Ouest, dans l'État du Delta, sur la côte atlantique du Nigeria. 
Des communautés importantes d'Itsekiris peuvent être trouvées dans des parties des états d'Edo et d'Ondo et dans diverses autres villes nigériennes comprenant Lagos, Sapele, ville de Bénin, Port Harcourt et Abuja. Beaucoup de gens d'origine Itsekiri résident également au Royaume-Uni, aux États-Unis et au Canada. Les Itsekiris sont étroitement apparentés aux Yoruba du Sud-Ouest Nigérian et plus largement aux peuples Urhobo et Edo.
Les Itsekiris appellent traditionnellement leur terre le nom de Royaume de Warri ou « Iwerre », qui est géographiquement contigu à la zone couverte par les trois districts du gouvernement local de Warri. La région est un centre clé de la production de pétrole brut et de gaz naturel et du raffinage du pétrole au Nigeria et la ville principale Warri (une métropole multiethnique) forme le noyau industriel et commercial de la région de l'État du Delta.

## Ethnographie
Les Itsekiri sont un peuple d'origines ethniques très diverses qui parlent une langue très proche des Yoruba du sud-ouest du Nigéria et de la langue Igala du centre du Nigeria mais qui a également emprunté des pratiques culturelles au peuple Edo de Benin City, compte tenu de l'hégémonie que l'Empire béninois exerçait autrefois sur la région, les Portugais dans les terminologies commerciales, les Itsekiri étant les premiers au Nigeria à établir le contact avec les Portugais qui exploraient la côte ouest-africaine, et plus récemment, l'anglais. Bien que linguistiquement liés aux groupes ethniques Yoruba et Igala, cependant, à travers les siècles de Itsekiris modernes qui se mélangent sont d'origines ethniques mixtes. Ils sont plus étroitement apparentés aux sous-groupes du Yorubaland du Sud-Est - Ijebu, Akure, Ikale, Ondo et Owo), mais aussi Edo, Urhobo et Ijaw, et sont aujourd'hui principalement chrétiens (protestants et catholiques).